# Industry Classification Benchmark
Die Industry Classification Benchmark (ICB) gruppiert börsengehandelte Unternehmen gemäß ihrem primären Umsatz in Branchen. Es gibt 10 sogenannte Industrien, 19 Supersektoren, 41 Sektoren sowie 114 Untersektoren. Die Supersektoren leiten sich von den ehemaligen Stoxx-Sektoren ab, während die 41 Sektoren der FTSE-Sektorisierung entlehnt sind.
Mittlerweile ist eine neue Version des ICB verfügbar, diese unterteilt in 11 Industrien, 20 Supersektoren, 45 Sektoren und 173 Subsektoren.
Diese Einteilung wurde am 20. September 2004 von Dow Jones STOXX und FTSE eingeführt und steht in Konkurrenz zum Global Industry Classification Standard (GICS), der von Standard & Poor’s und MSCI verwendet wird. ICB ist eine vierstufige Struktur. Jeder der Supersektoren wird als Index gerechnet, sodass man die Wertentwicklung der einzelnen Branchen vergleichen kann.

## ICB-Struktur
| Branche                     | Supersektor                               | Sektor                                                 |
| --------------------------- | ----------------------------------------- | ------------------------------------------------------ |
| 0001 Erdöl und Erdgas       | 0500 Erdöl und Erdgas                     | 0530 Erdöl- und Erdgasproduzenten                      |
| 0001 Erdöl und Erdgas       | 0500 Erdöl und Erdgas                     | 0570 Ausrüstung, Dienstleistungen und Versorgung       |
| 0001 Erdöl und Erdgas       | 0500 Erdöl und Erdgas                     | 0580 Alternative Energiequellen                        |
| 1000 Grundstoffe            | 1300 Chemie                               | 1350 Chemie                                            |
| 1000 Grundstoffe            | 1700 Rohstoffe                            | 1730 Forstwirtschaft und Papierindustrie               |
| 1000 Grundstoffe            | 1700 Rohstoffe                            | 1750 Industrielle Metalle und Bergbau                  |
| 1000 Grundstoffe            | 1700 Rohstoffe                            | 1770 Bergbau                                           |
| 2000 Industrieunternehmen   | 2300 Bauwesen und Materialien             | 2350 Bauwesen und Materialien                          |
| 2000 Industrieunternehmen   | 2700 Industriegüter und Dienstleistungen  | 2710 Luftfahrt und Verteidigung                        |
| 2000 Industrieunternehmen   | 2700 Industriegüter und Dienstleistungen  | 2720 Allgemeine Industrieunternehmen                   |
| 2000 Industrieunternehmen   | 2700 Industriegüter und Dienstleistungen  | 2730 Elektronische und elektrische Ausrüstungselemente |
| 2000 Industrieunternehmen   | 2700 Industriegüter und Dienstleistungen  | 2750 Produktionstechnik                                |
| 2000 Industrieunternehmen   | 2700 Industriegüter und Dienstleistungen  | 2770 Transport                                         |
| 2000 Industrieunternehmen   | 2700 Industriegüter und Dienstleistungen  | 2790 Supportleistungen                                 |
| 3000 Verbrauchsgüter        | 3300 Automobilhersteller und Zulieferer   | 3350 Automobilhersteller und Zulieferer                |
| 3000 Verbrauchsgüter        | 3500 Nahrungsmittel und Getränke          | 3530 Getränke                                          |
| 3000 Verbrauchsgüter        | 3570 Nahrungsmittelproduktion             |                                                        |
| 3000 Verbrauchsgüter        | 3700 Persönliche und Haushaltsgegenstände | 3720 Haushaltsgeräte und Wohnbau                       |
| 3000 Verbrauchsgüter        | 3700 Persönliche und Haushaltsgegenstände | 3740 Freizeitgüter                                     |
| 3000 Verbrauchsgüter        | 3700 Persönliche und Haushaltsgegenstände | 3760 Persönliche Güter                                 |
| 3000 Verbrauchsgüter        | 3700 Persönliche und Haushaltsgegenstände | 3780 Tabakwaren                                        |
| 4000 Gesundheitswesen       | 4500 Gesundheit                           | 4530 Pflegeausstattung und Dienstleistungen            |
| 4000 Gesundheitswesen       | 4500 Gesundheit                           | 4570 Arzneimittel und Biotechnologie                   |
| 5000 Verbraucherservice     | 5300 Einzelhandel                         | 5330 Nahrungsmittel- und Arzneimitteleinzelhändler     |
| 5000 Verbraucherservice     | 5300 Einzelhandel                         | 5370 Allgemeine Einzelhändler                          |
| 5000 Verbraucherservice     | 5500 Medien                               | 5550 Medien                                            |
| 5000 Verbraucherservice     | 5700 Reisen und Freizeit                  | 5750 Reisen und Freizeit                               |
| 6000 Telekommunikation      | 6500 Telekommunikation                    | 6530 Festnetz-Telekommunikation                        |
| 6000 Telekommunikation      | 6500 Telekommunikation                    | 6570 Mobil-Telekommunikation                           |
| 7000 Versorger              | 7500 Energieversorgung                    | 7530 Elektrizität                                      |
| 7000 Versorger              | 7500 Energieversorgung                    | 7570 Erdgas, Wasser und kombinierte Energieerzeugung   |
| 8000 Finanzdienstleistungen | 8300 Banken                               | 8350 Banken                                            |
| 8000 Finanzdienstleistungen | 8500 Versicherungen                       | 8530 Andere Versicherungen als Lebensversicherungen    |
| 8000 Finanzdienstleistungen | 8500 Versicherungen                       | 8570 Lebensversicherungen                              |
| 8000 Finanzdienstleistungen | 8600 Immobilien                           | 8630 Immobilienanlagen und Dienstleistungen            |
| 8000 Finanzdienstleistungen | 8600 Immobilien                           | 8670 Immobilienfonds                                   |
| 8000 Finanzdienstleistungen | 8700 Finanzdienstleistungen               | 8770 Allgemeines Finanzwesen                           |
| 8000 Finanzdienstleistungen | 8700 Finanzdienstleistungen               | 8980 Kapitalinvestitionen                              |
| 8000 Finanzdienstleistungen | 8700 Finanzdienstleistungen               | 8990 Investitionen ohne Kapitalbeteiligung             |
| 9000 Technologie            | 9500 Technologie                          | 9530 Software- und Computer-Dienstleister              |
| 9000 Technologie            | 9500 Technologie                          | 9570 Hardware und Ausrüstung                           |